# Jaroslava Fabiánová
Jaroslava Fabiánová (* 21. srpna 1965 Děčín) je česká sériová vražedkyně, která mezi lety 1981–2003 spáchala celkem 3 finančně motivované vraždy a jedno ublížení na zdraví s následkem smrti. Za poslední 2 vraždy a další trestnou činnost byla v roce 2005 odsouzena na doživotí.

## Životopis
Jaroslava Fabiánová se narodila v roce 1965. V dětství měla být znásilněna. Její rodiče se rozvedli, když bylo Jaroslavě 13 let. O své děti poté nejevili zájem a ona se tak ocitla bez prostředků. V roce 1981 se v Děčíně přidala k partě romských vrstevníků, kteří se živili drobnými krádežemi a příležitostně i prostitucí. Na přelomu října a listopadu se Fabiánová zúčastnila několika vloupání, mimo jiné do bufetu Sněženka, kde zanechala trasologické stopy. Kvůli tomuto vloupání byla vyšetřována policií. V říjnu se dostala do bytu 78letého Vladimíra Z., který neplnoletým platil za sexuální služby. Fabiánové však nezaplatil podle jejích představ a ona ho v kuchyni usmrtila několika ranami zednickým kladivem do hlavy a asi 20 bodnými ranami nožem do hrudníku. Tělo navíc pobodala šídlem v obličeji. Na základě otisků prstů zanechaných na krabici od kakaa a otisku boty v krvi oběti, který odpovídal tomu z bufetu Sněženka, byla hned druhý den po vraždě dopadena. Jako neplnoletá byla odsouzena na 7 let, po odvolání na 4 roky a 9 měsíců odnětí svobody. Po odpykání trestu se živila jako výhybkářka u ČSD, přivydělávala si však jako prostitutka. Pohlavní styk s muži se jí kvůli lesbické orientaci příčil, proto začala své klienty uspávat pomocí léků a následně okrádat. Mezi okradenými byl i Američan, který přišel o 7000 dolarů a elektroniku za 250 000 korun, a dva maďarští turisté, kterým způsobila škodu 150 000 korun poté, co jim na hotelovém pokoji přimíchala do piva hypnotikum. Jeden z těchto mužů byl však kardiak a v důsledku požití vysoké dávky léků v kombinaci s alkoholem zemřel. Úmysl usmrtit ho nebylo možné prokázat a byla proto odsouzena k 10 letům vězení za ublížení na zdraví s následkem smrti. Trest si odpykávala v ženské věznici v Pardubicích. Za dobré chování byla předčasně propuštěna v roce 2001. Ačkoliv měla nařízený zákaz pohybu po Praze po dobu následujících 5 let, v únoru 2003 zde ukradla mobilní telefon, který prodala do zastavárny. Při prodeji se prokázala vlastními doklady, byla dopadena a odsouzena k jednomu roku vězení s tříletým odkladem.

## Dopadení a odsouzení
Dne 5. června 2003 byl v Praze na Poříčí nalezen ve svém bytě Augustin K. (83). Byl zavražděný v kuchyni 6 ranami kuchyňským sekáčkem, následně vrah jeho mrtvolu odtáhl do obývacího pokoje, posadil do křesla a zakryl přikrývkou. Z bytu se ztratila trojice obrazů, které byly vyříznuty z rámů, a elektrické nářadí v hodnotě 50 000 korun. Na místě činu byly nalezeny daktyloskopické stopy a DNA Jaroslavy Fabiánové. Jako ženu, která v den vraždy s obětí seděla v přízemí domu v restauraci Šatlava, poznali svědci právě Fabiánovou. Další svědkyně uvedla, že jí pomohla prodat jeden z ukradených obrazů za 10 000 korun do galerie. Původně jí Fabiánová nabízela všechny 3 obrazy, jeden však později prodala sama za 2 000 korun a poslední kvůli poškození zahodila. Po Fabiánové bylo vyhlášeno pátraní.
Na počátku srpna byla hospitalizována v Praze a po propuštění z nemocnice i přes soudní zákaz ve městě zůstala. 8. srpna se na tramvajové zastávce seznámila s Richardem S. (31), který ji pozval na diskotéku a poté i k sobě domů. Tam ho Fabiánová v koupelně ubodala 38 ranami nožem. Na místě činu byly nalezeny její stopy a především stopy její DNA za nehty oběti. Fabiánová byla 22. srpna dopadena a obviněna z obou vražd. Při výslechu tvrdila, že Augustin K. jí obrazy daroval, a protože mu nebylo dobře, z bytu poté odešla. V případě Richarda S. přiznala, že tohoto muže okradla, zároveň však tvrdila, že mu nijak neublížila.
V roce 2005 byla jako teprve třetí žena v historii České republiky odsouzena na doživotí.

## Odraz v kultuře
Případem Jaroslavy Fabiánové byl inspirován šestý díl 1. série televizního seriálu Případy 1. oddělení.